# Harlám
A Harlám görög eredetű férfinév, jelentése: örömtől ragyogó.

## Gyakorisága
Az 1990-es években szórványos név, a 2000-es években nem szerepel a 100 leggyakoribb férfinév között.

## Névnapok
- február 10.[2]